# Блажевич, Давор
Давор Блажевич (швед. Davor Blažević; род. 7 февраля 1993, Швеция) — шведский футболист, вратарь клуба «Хаммарбю».

## Клубная карьера
Начал заниматься футболом в «Ассириске», откуда в 2005 году перешёл в «Броммапойкарну». В 2010 году на правах аренды отправился в «Грёндаль». В его составе дебютировал во взрослом футболе 29 мая 2010 года в матче первого дивизиона с «Вальста Сюрианска». На 73-й минуте встречи основной вратарь команды был удалён с поля, в связи с чем Блажевич бы вынужден выйти на замену. По окончании аренды вернулся в «Броммапойкарну», за которую провёл первую игру 17 октября 2011 года в Суперэттане против «Ландскруны», оставив свои ворота в неприкосновенности. В ноябре того же года продлил контракт с клубом ещё на два года. По итогам сезона 2012 года вместе с командой занял вторую строчку в турнирной таблице и вышел в Алльсвенскан. Дебютировал в чемпионате Швеции 6 июля 2014 года в игре очередного тура с «Мальмё».
В августе 2016 года перешёл в «АФК Юнайтед». Провёл за клуб только один матч во втором раунде кубка Швеции против «Нючёпинга». В марте 2017 года вернулся в «Ассириску», где начинал заниматься футболом. В её составе провёл 10 матчей в первом дивизионе, пропустив 15 мячей.
В феврале 2018 года подписал краткосрочный контракт на полгода с «Хаммарбю». В июне продлил действующий контракт на полтора года. Дебютировал за клуб 23 августа в кубковом поединке с «Карлстад Юнайтед». В марте 2021 года на правах аренды до лета перешёл в «Сундсвалль», где принял участие в 11 встречах. По окончании аренды вернулся в «Хаммарбю». Весной 2022 года вместе с командой дошёл до финала кубка Швеции. В решающей игре против «Мальмё» основное и дополнительное время завершилось нулевой ничьей, а в серии послематчевых пенальти сильнее оказался соперник.

## Карьера в сборной
Выступал за юношеские сборные Швеции различных возрастов. 14 ноября 2012 года сыграл единственную игру за молодёжную сборную Швеции в товарищеском матче с Чехией, выйдя на поле в стартовом составе.

## Достижения
Броммапойкарна:
- Второе место Суперэттана: 2012

Хаммарбю:
- Финалист Кубка Швеции: 2021/2022

## Клубная статистика
| Выступление      | Выступление      | Выступление      | Лига | Лига | Кубки | Кубки | Конт. кубки | Конт. кубки | Итого | Итого |
| Клуб             | Лига             | Сезон            | Игры | Голы | Игры  | Голы  | Игры        | Голы        | Игры  | Голы  |
| ---------------- | ---------------- | ---------------- | ---- | ---- | ----- | ----- | ----------- | ----------- | ----- | ----- |
| Грёндаль         | Дивизион 1       | 2010             | 13   | -16  | 0     | 0     | 0           | 0           | 13    | -16   |
| Грёндаль         | Итого            | Итого            | 13   | -16  | 0     | 0     | 0           | 0           | 13    | -16   |
| Броммапойкарна   | Суперэттан       | 2011             | 2    | -1   | 3     | -5    | 0           | 0           | 5     | -6    |
| Броммапойкарна   | Суперэттан       | 2012             | 2    | -4   | 1     | -5    | 0           | 0           | 3     | -9    |
| Броммапойкарна   | Алльсвенскан     | 2013             | 0    | 0    | 0     | 0     | 0           | 0           | 0     | 0     |
| Броммапойкарна   | Алльсвенскан     | 2014             | 18   | -45  | 1     | -1    | 6           | -10         | 25    | -56   |
| Броммапойкарна   | Суперэттан       | 2015             | 18   | -26  | 3     | -5    | 0           | 0           | 21    | -31   |
| Броммапойкарна   | Итого            | Итого            | 40   | -76  | 8     | -16   | 0           | 0           | 48    | -92   |
| АФК Юнайтед      | Суперэттан       | 2016             | 0    | 0    | 1     | -2    | 0           | 0           | 1     | -2    |
| АФК Юнайтед      | Итого            | Итого            | 0    | 0    | 1     | -2    | 0           | 0           | 1     | -2    |
| Ассириска        | Дивизион 1       | 2017             | 10   | -15  | 0     | 0     | 0           | 0           | 10    | -15   |
| Ассириска        | Итого            | Итого            | 10   | -15  | 0     | 0     | 0           | 0           | 10    | -15   |
| Хаммарбю         | Алльсвенскан     | 2018             | 5    | -7   | 1     | 0     | 0           | 0           | 6     | -7    |
| Хаммарбю         | Алльсвенскан     | 2019             | 13   | -16  | 3     | -1    | 0           | 0           | 16    | -17   |
| Хаммарбю         | Алльсвенскан     | 2020             | 4    | -5   | 3     | -4    | 0           | 0           | 7     | -9    |
| Хаммарбю         | Алльсвенскан     | 2021             | 1    | -2   | 1     | -1    | 0           | 0           | 2     | -3    |
| Хаммарбю         | Алльсвенскан     | 2022             | 3    | -4   | 3     | -1    | 0           | 0           | 6     | -5    |
| Хаммарбю         | Итого            | Итого            | 26   | -34  | 11    | -7    | 0           | 0           | 37    | -41   |
| → Сундсвалль     | Суперэттан       | 2021             | 11   | -10  | 0     | 0     | 0           | 0           | 11    | -10   |
| → Сундсвалль     | Итого            | Итого            | 11   | -10  | 0     | 0     | 0           | 0           | 11    | -10   |
| Всего за карьеру | Всего за карьеру | Всего за карьеру | 100  | -151 | 20    | -25   | 6           | -10         | 126   | -186  |